# Vakuumröhrenkollektor

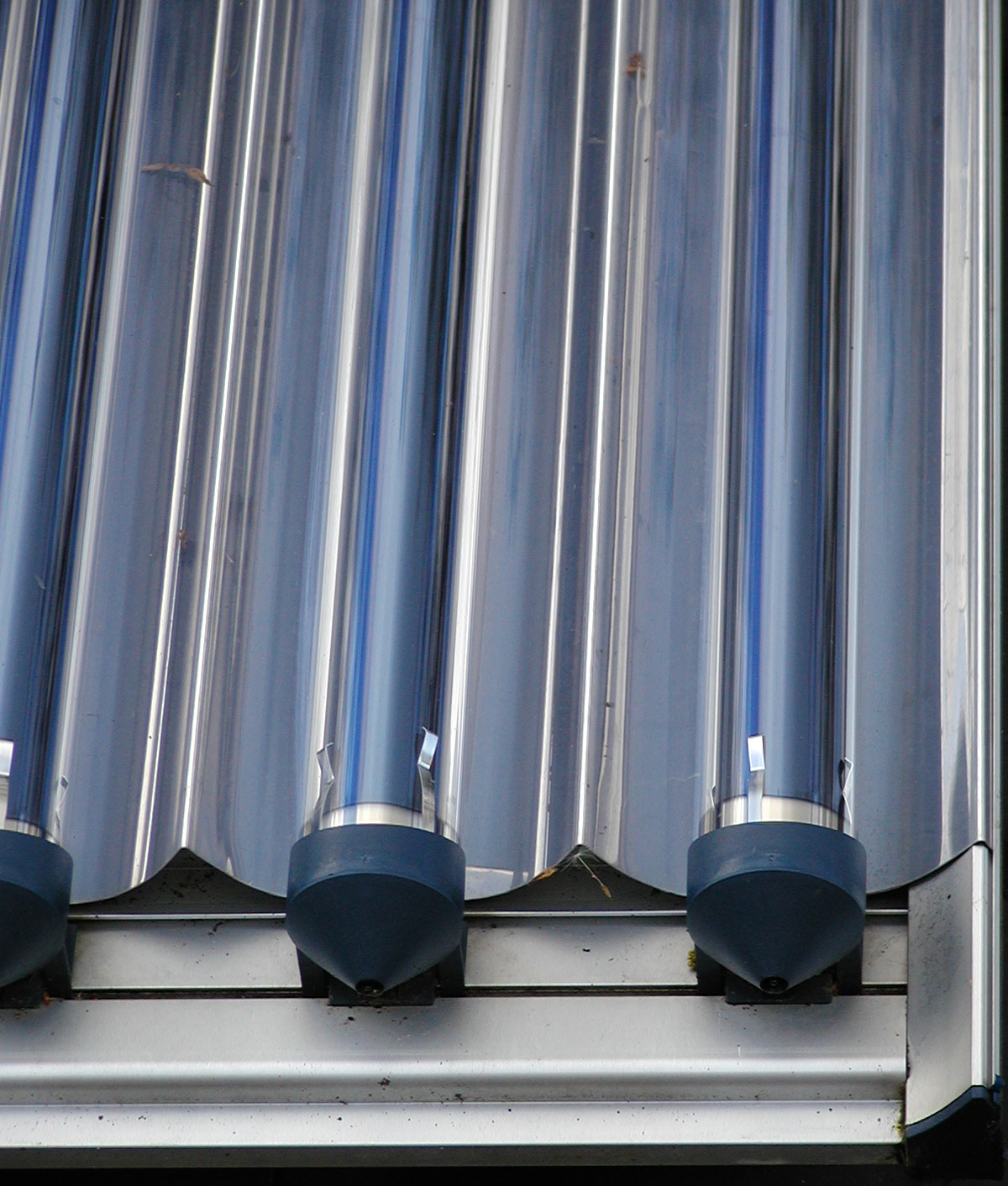
Nahaufnahme eines Vakuumröhrenkollektors mit einem Compound Parabolic Concentrator (CPC)

Der Vakuumröhrenkollektor ist eine Bauweise von Sonnenkollektoren und damit zentraler Bestandteil von thermischen Solaranlagen. Er wird zur Erwärmung von Heizungswasser oder Wasser-Frostschutz-Gemischen eingesetzt. Das Wärmemedium wird gegen die Außenumgebung durch ein Vakuum isoliert.

## Funktion
Die Dämmwirkung wird bei Vakuumröhrenkollektoren durch ein Vakuum in einer Glasröhre erreicht, welches die Wärmeabgabe an die Umgebung durch die unterbundene Konvektion und die fehlende Wärmeleitung stark verringert. Vor allem im Winter bringen Vakuumkollektoren auf Grund ihrer gegenüber Flachkollektoren deutlich besseren Dämmung wesentlich höhere Erträge als diese, tauen aber bei Schnee- oder Eisbedeckung schlechter ab.
Die Widerstandsfähigkeit gegenüber Temperaturen unter 0 °C muss mit Frostschutz-Zusätzen zum Kreislaufwasser, durch alternative Wärmeträgermedien, durch Ablassen (drain back) oder Beheizung erreicht werden. Auch Heatpipes, mit Wasser als Trägermedium, sind frostgefährdet.

## Aufbau
Vakuumröhrenkollektoren bestehen aus einer evakuierten Glasröhre, in denen ein Rohr mit einer die Sonnenstrahlung absorbierenden Schicht liegt. In diesem Wärmeträgerrohr strömt ein Medium, welches die Wärme zum Sammelbehälter am Kopf der Glasröhre transportiert. Von dort wird die Wärme gesammelt über alle Röhren des Kollektors zur Heizungsanlage transportiert. Im Folgenden werden die einzelnen Bauteile und Varianten erläutert.

### Glasröhre

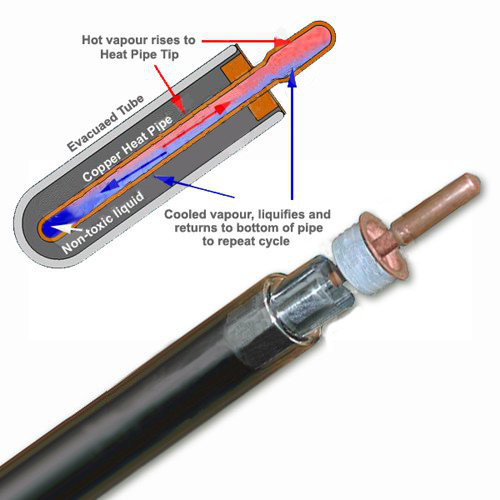
Vakuumröhre aus doppelwandigen Glas mit einem innen-liegenden Wärmerohr zur trockenen Anbindung an den Sammelbehälter.

Bei dem Aufbau der vakuumierten Glasröhre gibt es grundsätzlich zwei mögliche Varianten:
1. Aus einwandigen Glas gefertigte Röhre (ähnl. einem Reagenzglas). Dieser Röhrentyp ist komplett vakuumiert und am Ende verschlossen um das Vakuum aufrechtzuerhalten.
2. Aus doppelwandigen Glas gefertigte Röhre (ähnl. einer Isolierkanne). Bei diesem Röhrentyp ist das Vakuum innerhalb des doppelwandigen Glas, ein extra Verschluss ist für den Erhalt des Vakuums nicht erforderlich.

Bei direkt durchströmten Systemen haben sich die doppelwandigen Röhren durchgesetzt. Bei indirekt durchströmten Systemen gibt es sowohl einwandige als auch doppelwandige System am Markt.
Wesentliche Merkmale der beiden Varianten:
- Einwandige Röhren
  - Weniger Material und weniger Lichtverluste ggü. doppelwandigen Röhren.
  - Zum Erhalt des Vakuums ist ein Verschluss der Glasröhre notwendig. Dieser Verschluss ist ständigen Temperaturwechsel (Tag/Nacht) mit verschiedenen Wärmeausdehnungskoeffizienten (Glas/Metall) ausgesetzt. Damit ist dieser Verschluss eine potentielle Schwachstelle des Systems und erfordert entsprechenden produktionstechnischen Aufwand um das Vakuum dauerhaft zu gewähren[2].
  - Bei einer Beschädigung der Glasröhre (z. Bsp. durch Hagel) kann diese nicht einfach auf dem Dach ersetzt werden, da dafür eine erneute Vakuumierung notwendig wäre. Daher wird bei indirekt durchströmten Systeme die kompl. Einheit aus Glasröhre und Wärmeträgerrohr ersetzt.
- Doppelwandige Röhren
  - Benötigt keinen Verschluss.
  - Bei einer Beschädigung der Glasröhre wird diese lediglich nach unten aus dem Sammelbehälter gezogen und durch eine neue ersetzt.

Die doppelwandigen Glasröhren werden auch als Dewar- oder Sydney-Röhren bezeichnet. Nach dem Erfinder der Isolierkanne, James Dewar, bzw. durch die Arbeiten der Sydney-Universität.

### Wärmeträgerrohr
Das Wärmeträgerrohr nimmt die Solarenergie auf und überträgt sie an ein Wärmemedium. Hierzu gibt es zwei unterschiedliche Systeme am Markt.

#### Direkt durchströmte Systeme
In diesen Systemen fließt das Heizungswasser oder Wasser-Frostschutz-Gemisch selbst durch das Rohr in der Glasröhre und nimmt somit direkt die Solarenergie auf. Dieses Rohr kann als U- oder koaxial-Rohr ausgeführt werden.

#### Indirekt durchströmte Systeme
In diesen Systemen wird ein Wärmerohr (Heat-Pipe) in der Glasröhre eingesetzt. Das Ende des Wärmerohrs ragt dabei bis in den Sammelbehälter, wo die Wärme letztendlich (indirekt) an das Heizungswasser oder Wasser-Frostschutz-Gemisch übertragen wird. Bei der Einbindung des Wärmerohrs in den Sammelbehälter wird noch zwischen „trocken“ und „nasser“ Anbindung unterschieden. Bei der nassen Anbindung ragt das Wärmerohr direkt in das Heizungswasser oder Wasser-Frostschutz-Gemisch. Bei der trockenen Anbindung ragt das Wärmerohr in eine Öffnung oder Hülse im Sammelbehälter und überträgt über Wärmeleitpaste die Wärme an das Heizungswasser oder Wasser-Frostschutz-Gemisch. Stand 2013 gibt es nur noch Systeme mit trockener Anbindung am Markt.

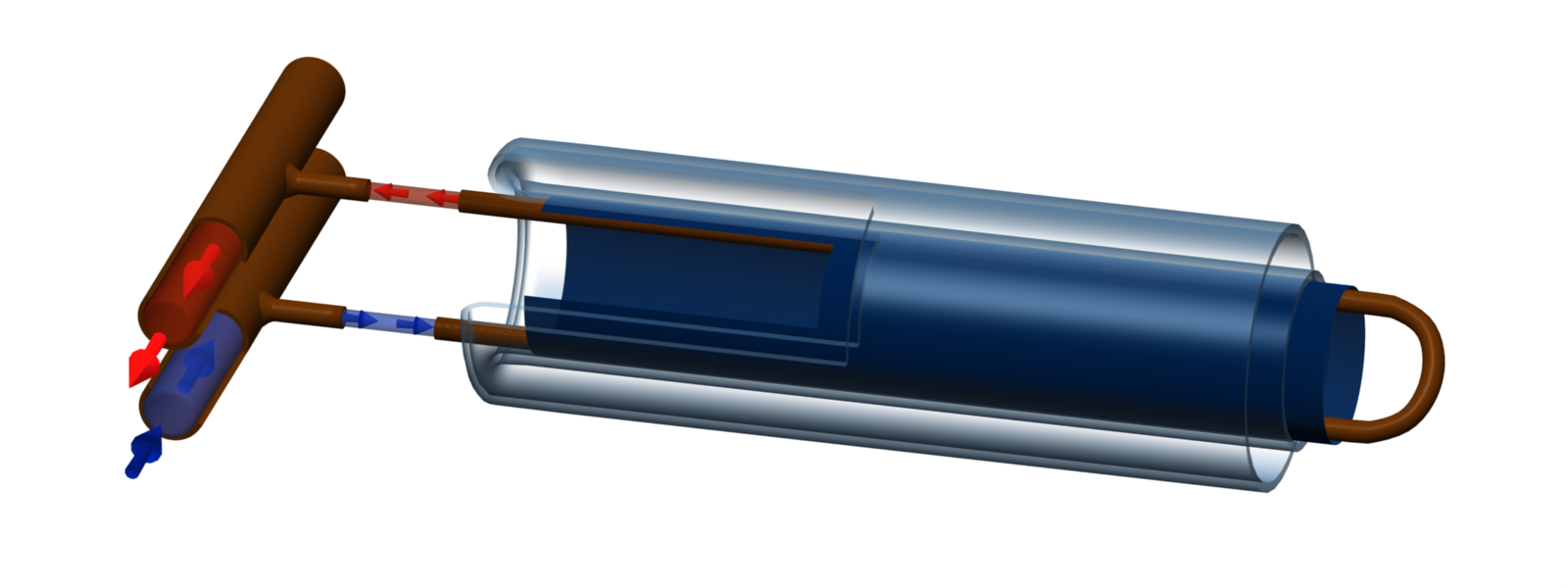
Wärmeträgerrohr als direkt durchströmtes System.
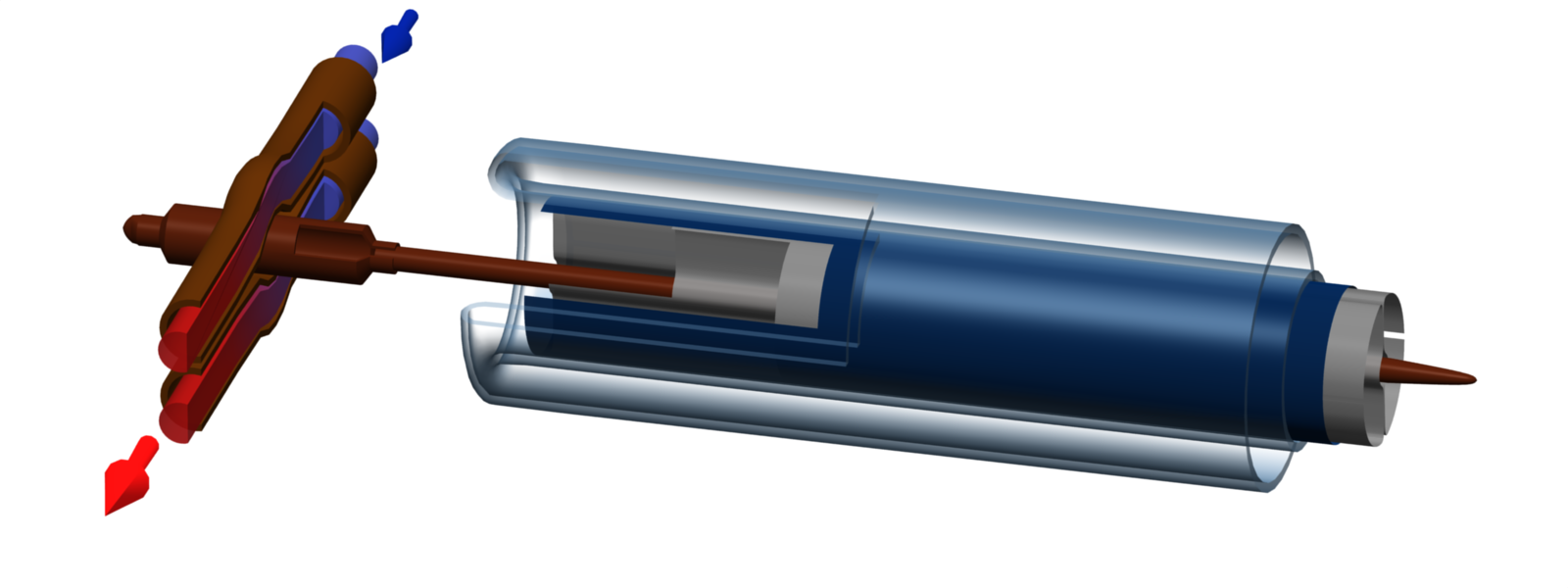
Wärmeträgerrohr als indirekt durchströmtes System.

### Absorberschicht

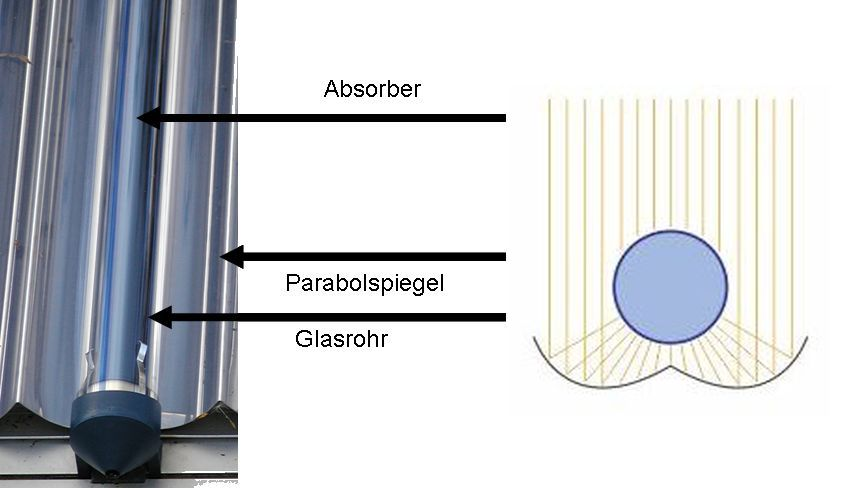
Aufbau eines Vakuumröhrenkollektors mit Reflektor

Das Wärmeträgerrohr ist mit einer Absorberschicht bedeckt. Zur größt effektiven Umwandlung der Solarenergie muss die Absorberschicht einen möglichst hohen Absorptionsgrad im Spektralbereich des Sonnenlichtes und einen möglichst geringen beim spektralen Strahlungsmaximum ihrer Eigentemperatur haben. Dazu werden wellenselektive Beschichtungen (selektive Absorber) eingesetzt. Eine einfache Form ist zum Beispiel Schwarzchrom, heutzutage werden komplexere Verfahren verwendet, um mit Magnetronsputtern  mehrere Metallfilme in mehreren Einzelbedampfungen aufgebracht.
Da beim Vakuumröhrenkollektor die Abstrahlung der einzig verbleibende Weg der Wärmeverluste ist, kommt der selektiven Absorption besondere Bedeutung zu, und sie ist daher Gegenstand der Forschung und Entwicklung.

#### Aufbau
Bei einigen Modellen enthält die innere Glasröhre einen beschichteten Blechstreifen, bei anderen Systemen ist eine Beschichtung auf der Oberfläche der inneren der zwei Glasröhren aufgetragen. Insbesondere bei Vakuumkollektoren mit gestrecktem fokussierendem Spiegel führt ein zentrales Kupferrohr die Wärmeträgerflüssigkeit und trägt auch die Absorberschicht.

## Wirkungsgrad

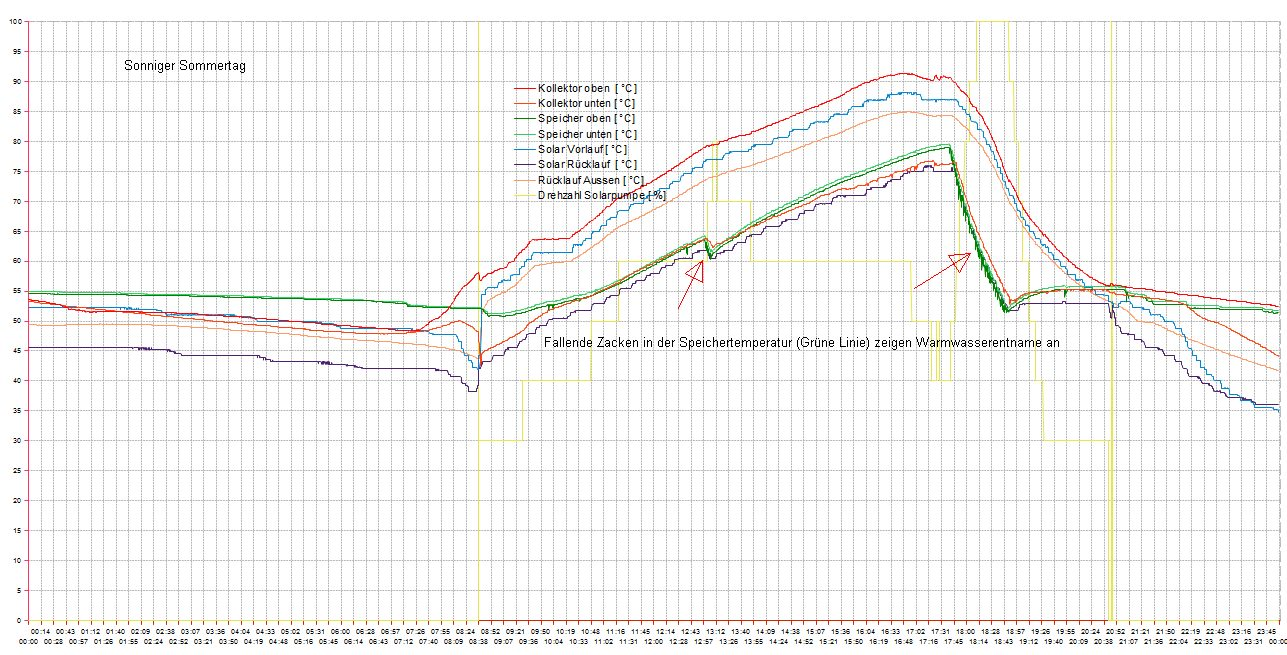
Solar Temperaturkurve vom 21. Juni 2013, Kühlung durch Warmwasserentnahme, 100 direktdurchflossene Röhren, Speicher 1000 Liter

Der Wirkungsgrad von Vakuumröhrenkollektoren ist etwa 20 % höher als der von konventionellen Flachkollektoren, und das erreichbare Temperaturniveau ist mit bis 150 °C höher.
Vakuumröhrenkollektoren erreichen gegenüber luftgefüllten Flachkollektoren gleicher Größe wesentlich höhere Betriebstemperaturen und eignen sich dadurch auch zur Erzeugung industrieller Prozesswärme. Die Absorbertemperatur und somit auch die Flüssigkeitstemperatur kann vor allem im Sommer das Wärmemedium zum Kochen bzw. Verdampfen bringen. Wird die Wärme nicht rechtzeitig abgeführt (z. B. in einen Pufferspeicher), verdampft die Flüssigkeit in den Kollektoren. Um Überdruck bzw. ein Bersten zu verhindern, wird eine Anlage z. B. so ausgelegt, dass der entstehende Dampf die Solarflüssigkeit aus den Kollektoren presst (Steam Back System). Ein Solarausdehnungsgefäß nimmt das Flüssigkeitsvolumen der durch Dampf nahezu entleerten (mit Dampf gefüllten) Kollektoren auf. Ein Bersten bzw. Ablassen des Überdrucks per Überdruckventil wird so verhindert.
Ähnlich wirkt sich bei Drucksystemen ein Pumpenstillstand, z. B. durch einen Stromausfall, aus. Wird die Flüssigkeit nicht weiter umgewälzt und der Kollektor nicht mehr gekühlt, kann es zum Verdampfen der Solarflüssigkeit kommen. Nach dem Abkühlen des Kollektorsystems wird die Solarflüssigkeit vom Solarausdehnungsgefäß wieder in die Kollektoren gedrückt und das System ist wieder betriebsbereit.
Sommerliche Ertragsüberschüsse durch zu große Kollektorflächen oder ungeeignete Anlagenkonstellationen beanspruchen möglicherweise die Wärmeträgerflüssigkeit (ein Wasser-Glykol-Gemisch; eingeschränkt hitzestabil) derart, dass diese durch thermisches Cracken im schlimmsten Fall unbrauchbar wird. Liegt jedoch die Verdampfungstemperatur unter der Temperatur, die das Cracken auslöst (typischerweise im Bereich von 170 °C), kann dieser Effekt eingeschränkt werden, weil nur das Dampfvolumen im Kollektor extrem erhitzt wird. Die Verdampfungstemperatur wird mit dem Anlagendruck bestimmt.
Für den Betrieb mit reinem Wasser wird das Wasser nur dann vom Speicher in die Kollektoren gepumpt, wenn Wärme gewonnen werden soll (Drain-Back-Anlagen). Hierfür muss das Rohrsystem so ausgelegt sein, dass nirgendwo Restwasser verbleibt. In Asien werden vorrangig Drucklossysteme verwendet, in Mitteleuropa Steam-Back-Systeme.